# Bactrosaurus johnsoni
Bactrosaurus johnsoni ("lagarto de  mazo de Albert F. Johnson") es la única especie conocida del género extinto Bactrosaurus de dinosaurio ornitópodo hadrosáurido, que vivió a finales del período Cretácico, hace aproximadamente 97 y 85 millones de años, en el Turoniense y Coniaciense, en lo que hoy es Asia. El momento en el Cretácico en que Bactrosaurus vivió lo hace uno de los hadrosáuridos más antiguos conocidos, y aunque no se conozca de un esqueleto completo, Bactrosaurus es uno de lo mejor conocidos de estos hadrosáuridos tempranos, haciendo su descubrimiento muy significativo.

## Descripción

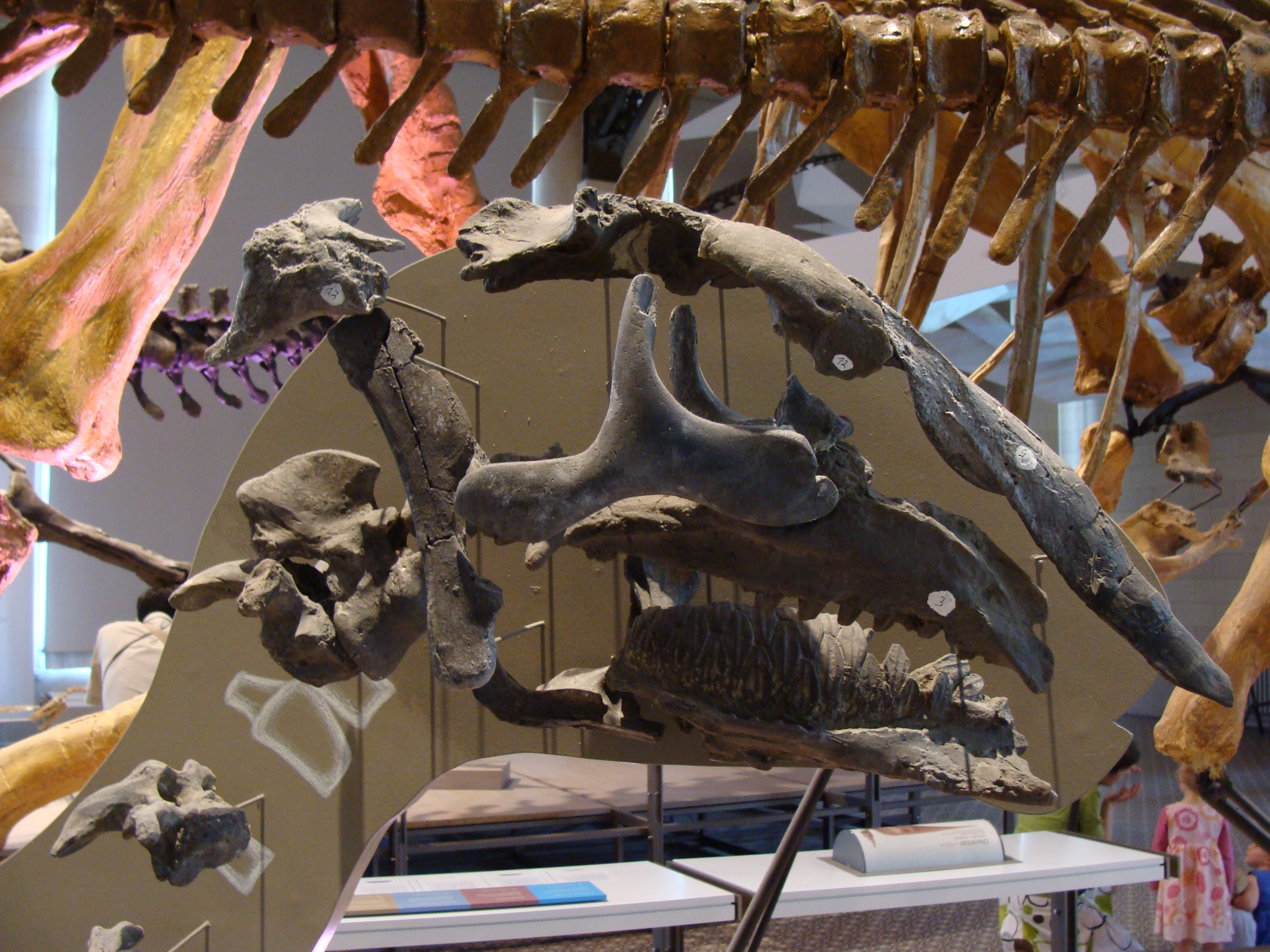
Cráneo de un Bactrosaurus johnsoni.

Bactrosaurus medía aproximadamente 6 m de longitud y 2 m de altura sobre sus cuatro patas, con un peso estimado de 1.100 y 1.500 kg soportados sobre un fémur de 80 centímetros. Al igual que otros hadrosáuridos, el Bactrosaurus pudo adaptar posturas bípedas y cuadrúpedas. Presentaba grandes espinas vertebrales, las cuales podría haber sostenido una giba. Bactrosaurus fue descrito originalmente sin una cresta, que sería típico para un iguanodóntido, pero anómalo para un primitivo lambeosaurínido. Sin embargo, un estudio, subsiguiente de Bactrosaurus posee piezas al descubierto de lo que parecen ser la base de una cresta de forma incompleta conservada.
Es un pariente temprano de Lambeosaurus, y muestra características similares a los iguanodóntidos, incluyendo tres dientes apilados para cada diente visible, pequeños dientes maxilares, y una estructura inusualmente robusta para un hadrosáurido. Muestra características intermedias entre las de los dos grupos principales hadrosauriformes, y puede representar una forma ancestral que se desarrolló de un dinosaurio anterior iguanodóntido.

## Descubrimiento e investigación
Los primeros Bactrosaurus se recuperó de la Formación Iren Dabasu en el desierto de Gobi de China, se compone de esqueletos parciales de seis categorías individuales de B. johnsoni. Las muestras recogidas parecen provenir de una variedad de grupos etarios, desde individuos que pueden ser neonatos hasta adultos de tamaño completo. Los fósiles fueron descritos en 1933 por Charles W. Gilmore  que dio nombre al nuevo animal de Bactrosaurus , o "lagarto de maza", en referencia a las grandes espinas neurales en forma de maza que sobresalen de algunas de las vértebras.
No hay restos completos todavía descubiertos, pero Bactrosaurus sigue siendo el mejor conocido de los hadrosaurios primitivos. las partes conocidas de la anatomía de Bactrosaurus incluyen las extremidades, la pelvis y la mayor parte del cráneo,aunque la cresta es la gran ausente.

## Paleobiología
En 2003, evidencias de un tumor, incluyendo un hemangioma, fibroma, cáncer metastásico y osteoblastoma fueron descubiertos en esqueletos fosilizados de Bactrosaurus. Rothschild et al. examinó vértebras en busca de tumores usando Tomografías y Fluoroscopia. Muchos otros hadrosáuridos incluyendo a Brachylophosaurus, Gilmoreosaurus y Edmontosaurus, resultaron positivos. Alrededor de 10,000 fósiles fueron examinados de esta manera, los tumores fueron limitados a Bactrosaurus y otros géneros estrechamente vinculados. Los tumores se pudieron haber causado por factores ambientales o predisposición genética.